# Messico ai Giochi della XXV Olimpiade
Il Messico partecipò ai Giochi della XXV Olimpiade, svoltisi a Barcellona, Spagna, dal 25 luglio al 9 agosto 1992, con una delegazione di 102 atleti impegnati in diciotto discipline.